# Raymond Gaché
Pas d'image ? Cliquez ici
Raymond Gaché (Grenoble, 3 novembre 1906 - Paris 7e, 7 juillet 1968) était un alpiniste et spéléologue français. 
Il a joué un rôle pionnier dans le domaine de la spéléologie car il a présidé la Société spéléologique de France, ainsi que dans le domaine du camping car il a été secrétaire général de l'Union française des associations de camping.

## Alpinisme et camping
D'origine grenobloise, avocat de profession, Raymond Gaché est membre du Groupe de Bleau, qui regroupe dans les années 1920-1930 les passionnés d'alpinisme vivant à Paris. 
Il est membre du très élitiste Groupe de haute montagne (GHM)[Quand ?].
Raymond Gaché est secrétaire général de l'Ufac[Quand ?] (Union française des associations de camping, créé en 1938 et devenue en 1939 la Fédération française de camping).
Raymond Gaché joue un rôle déterminant dans la vie du jeune orphelin Jacques Ertaud, en devenant son tuteur. À la fin de la guerre en 1945, il le présente à l'un de ses amis du Groupe de Bleau et du Spéléo-club de Paris, Marcel Ichac un des grands maîtres du cinéma de montagne qui va ainsi l'initier au métier de cinéaste. Jacques Ertaud devient alors son assistant, avant de devenir le célèbre réalisateur de télévision qu'il a été.

## Le spéléologue
Comme d'autres membres du Groupe de Bleau, Raymond Gaché passera de l'alpinisme à la spéléologie. En janvier 1936, il est l'un des cofondateurs du Spéléo-club de Paris.
Dans les années 1930, Raymond Gaché explore avec Pierre Chevalier et André Bourgin le scialet de la Combe de Fer (-183 mètres en 1935) dans le Vercors.
En 1947, il participe à la célèbre expédition spéléologique de la Henne Morte.
En 1954, Raymond Gaché est président de la Société spéléologique de France. 
Le "gouffre Raymond Gaché", dans le Piémont en Italie, figurait dans les années 1960 comme l'un des plus profonds au monde (−520 mètres).
Il est inhumé au cimetière Saint-Roch à Grenoble.